# Seznam ocenění Rogera Federera
Seznam ocenění Rogera Federera uvádí přehled získaných cen  švýcarského tenisty, který se stal pětinásobným mistrem světa ITF ve dvouhře mužů a ATP Tour jej pětkrát vyhlásila nejlepším tenistou. Jako první sportovec vyhrál čtyřikrát světovou sportovní cenu Laureus. Jeho výkony mu opakovaně zajistily trofej pro nejlepšího švýcarského sportovce a v roce 2003 byl zvolen Švýcarem roku.

## Přehled ocenění

### 1998
- ITF – mistr světa ve dvouhře juniorů

### 2003
- ATP – evropský hráč roku

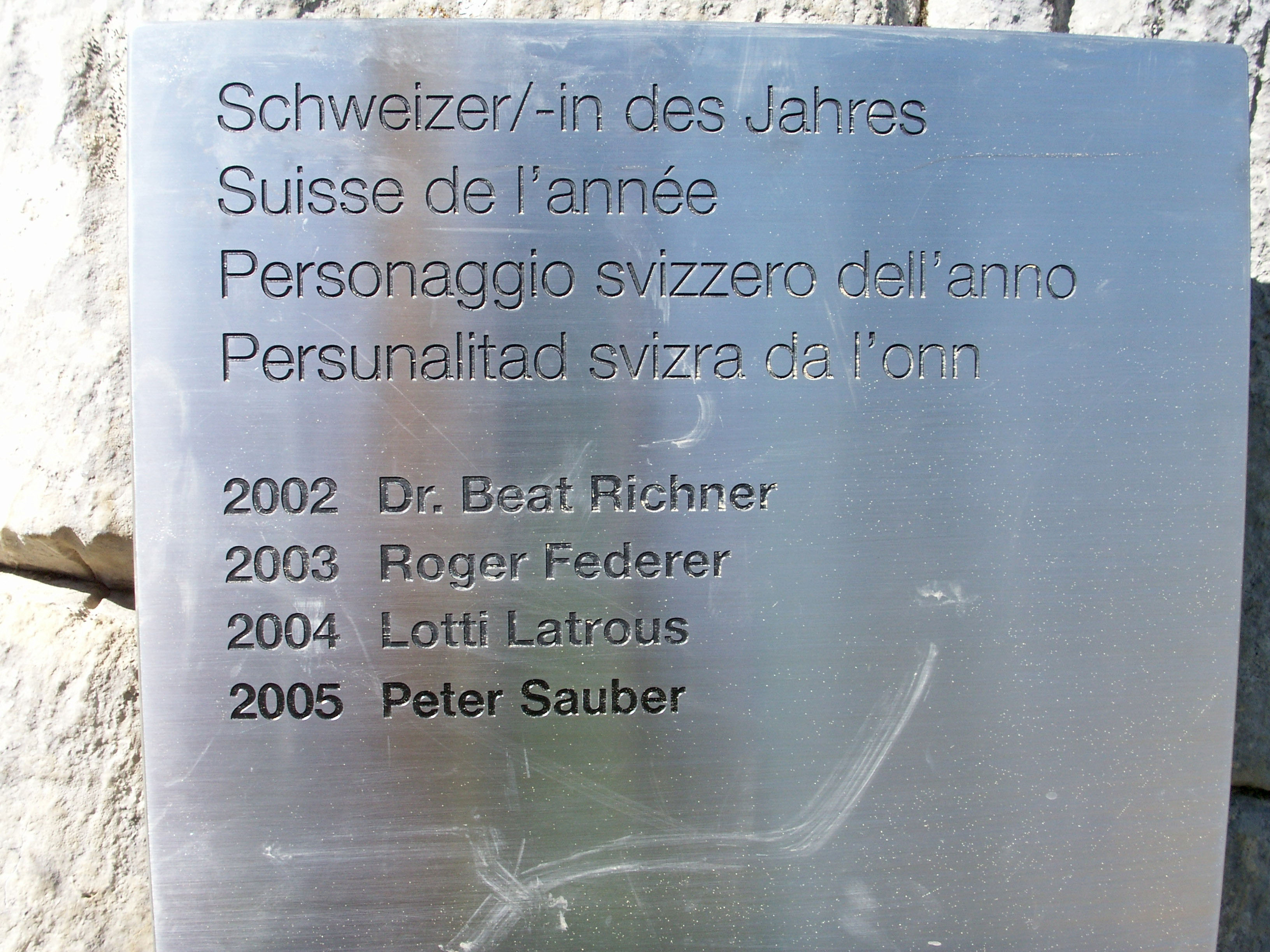
Pamětní deska se jmény nositelů titulu „Švýcar roku“

- nejlepší mužský sportovec Švýcarska (Sportler des Jahres)
- Švýcar roku (Schweizer des Jahres)
- Cena Michaela Westphala

### 2004
- ATP – evropský hráč roku
- ATP – Cena Stefana Edberga za sportovní chování
- ATP – nejoblíbenější hráč fanoušků
- ITF – mistr světa ve dvouhře
- Sports Illustrated – tenista roku
- nejlepší mužský sportovec Švýcarska (Sportler des Jahres)
- Reuters International – sportovec roku
- BBC – zahraniční sportovní osobnost roku
- International Tennis Writers Association (ITWA) – evropský hráč roku
- Golden Bagel Award – zlatý kanár
- Union européenne de la presse sportives (UEPS) – evropský sportovec roku[1]

### 2005
- velvyslanec v rámci roku sportu a tělesné výchovy OSN
- Goldene Kamera Award
- ATP – hráč roku ve dvouhře za rok 2004
- ATP – Cena Stefana Edberga za sportovní chování
- ATP – nejoblíbenější hráč fanoušků
- Laureus World Sports Awards – sportovec roku za rok 2004
- Cena Michaela Westphala
- International Tennis Writers Association (ITWA) – hráč roku
- International Tennis Writers Association (ITWA) – velvyslanec tenisu
- United States Sports Academy – nejlepší tenista
- Freedom Air – Cena pro nejlepšího sportovní osobnost roku
- ITF – mistr světa ve dvouhře
- ESPY Award – nejlepší mužský tenista[2]
- Union européenne de la presse sportive (UEPS) – sportovec roku[1]
- „Prix Orange“[3]

### 2006
- L'Equipe – „šampión šampiónů“ za rok 2005
- ATP – hráč roku ve dvouhře za rok 2005
- ATP – Cena Stefana Edberga za sportovní chování
- ATP – nejoblíbenější hráč fanoušků
- Laureus World Sports Awards – sportovec roku za rok 2005
- ESPY Award – nejlepší mužský tenista[2]
- International Tennis Writers Association (ITWA) – hráč roku
- International Tennis Writers Association (ITWA) – velvyslanec tenisu
- ITF – mistr světa ve dvouhře
- BBC – zahraniční sportovní osobnost roku
- nejlepší mužský sportovec Švýcarska
- EFE – sportovec roku
- Golden Bagel Award – zlatý kanár
- United States Sports Academy – nejlepší sportovec roku
- Union européenne de la presse sportive (UEPS) – evropský sportovec roku[1]
- „Prix Orange“[3]
- Baccarat – sportovec roku[4]

### 2007

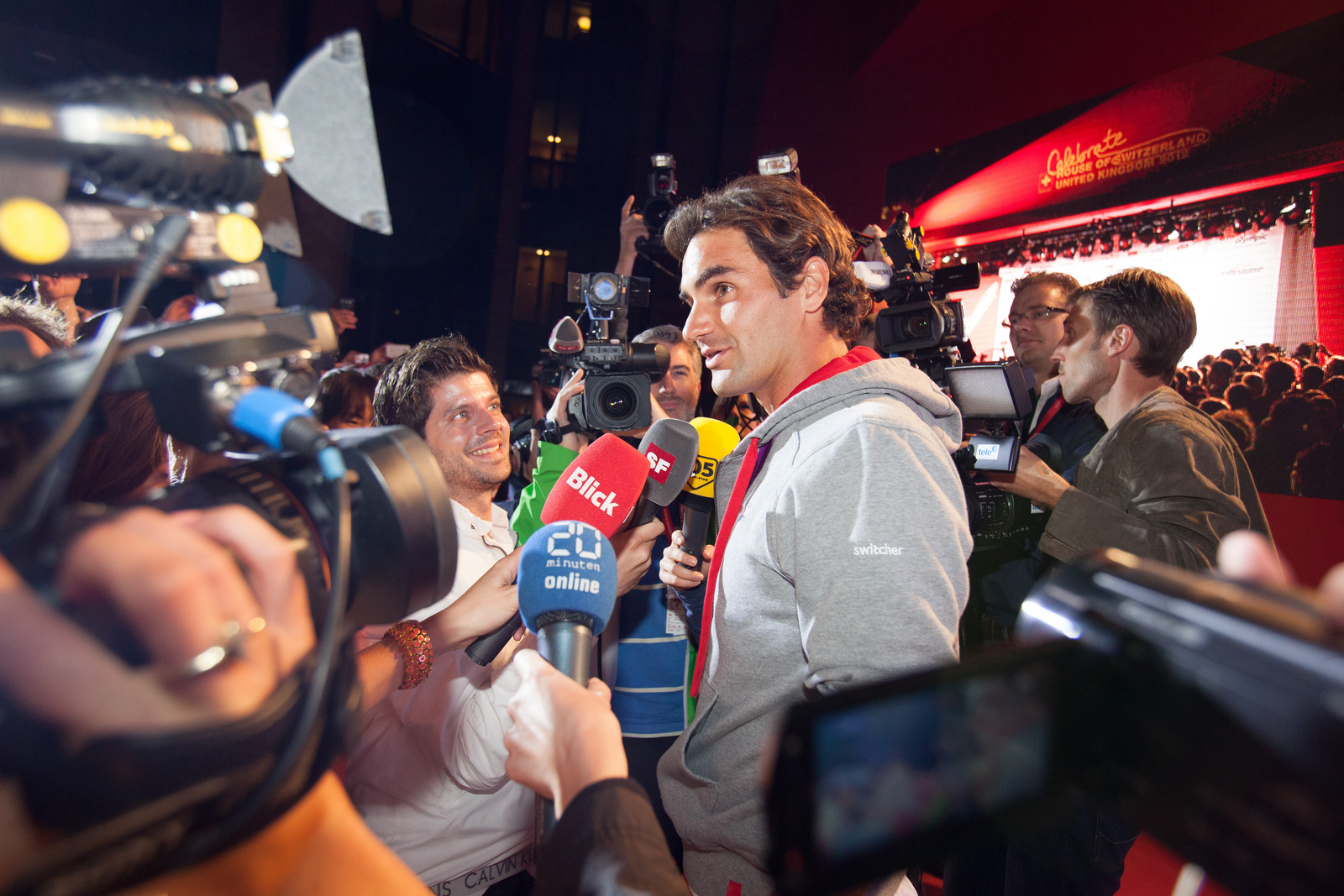
Roger Federer jako objekt mediálního zájmu ve švýcarském olympijském domě na LOH 2012

- Time – mezi 100 nejvlivnějšími osobnostmi světa[5]
- L'Equipe – šampión šampiónů za rok 2006
- ATP – hráč roku ve dvouhře za rok 2006
- ATP – Cena Stefana Edberga za sportovní chování
- ATP – nejoblíbenější hráč fanoušků
- ATP – humanitář roku – Cena Arthura Ashe za lidský čin
- Laureus World Sports Awards – sportovec roku za rok 2006 (první trojnásobný vítěz)
- ESPY Award – nejlepší mužský tenista[2]
- ESPY Award – nejlepší mužský sportovec[2]
- ITF – mistr světa ve dvouhře
- BBC – zahraniční sportovní osobnost roku
- Tennis magazine – hráč roku
- nejlepší mužský sportovec Švýcarska[6]
- L'Equipe – „šampión šampiónů“ za rok 2006
- „Prix Orange“[3]

### 2008
- L'Equipe – „šampión šampiónů“ za rok 2007
- Union européenne de la presse sportive (UEPS) – evropský sportovec roku[1]
- Laureus World Sports Awards – sportovec roku za rok 2007 (první čtyřnásobný vítěz)[7]
- ATP – hráč roku ve dvouhře za rok 2007
- ATP – Cena Stefana Edberga za sportovní chování
- ATP – nejoblíbenější hráč fanoušků
- ESPY Award – nejlepší mužský tenista[2]
- nejlepší tým Švýcarska, společně se Stanislasem Wawrinkou
- „Prix Orange“[3]

### 2009

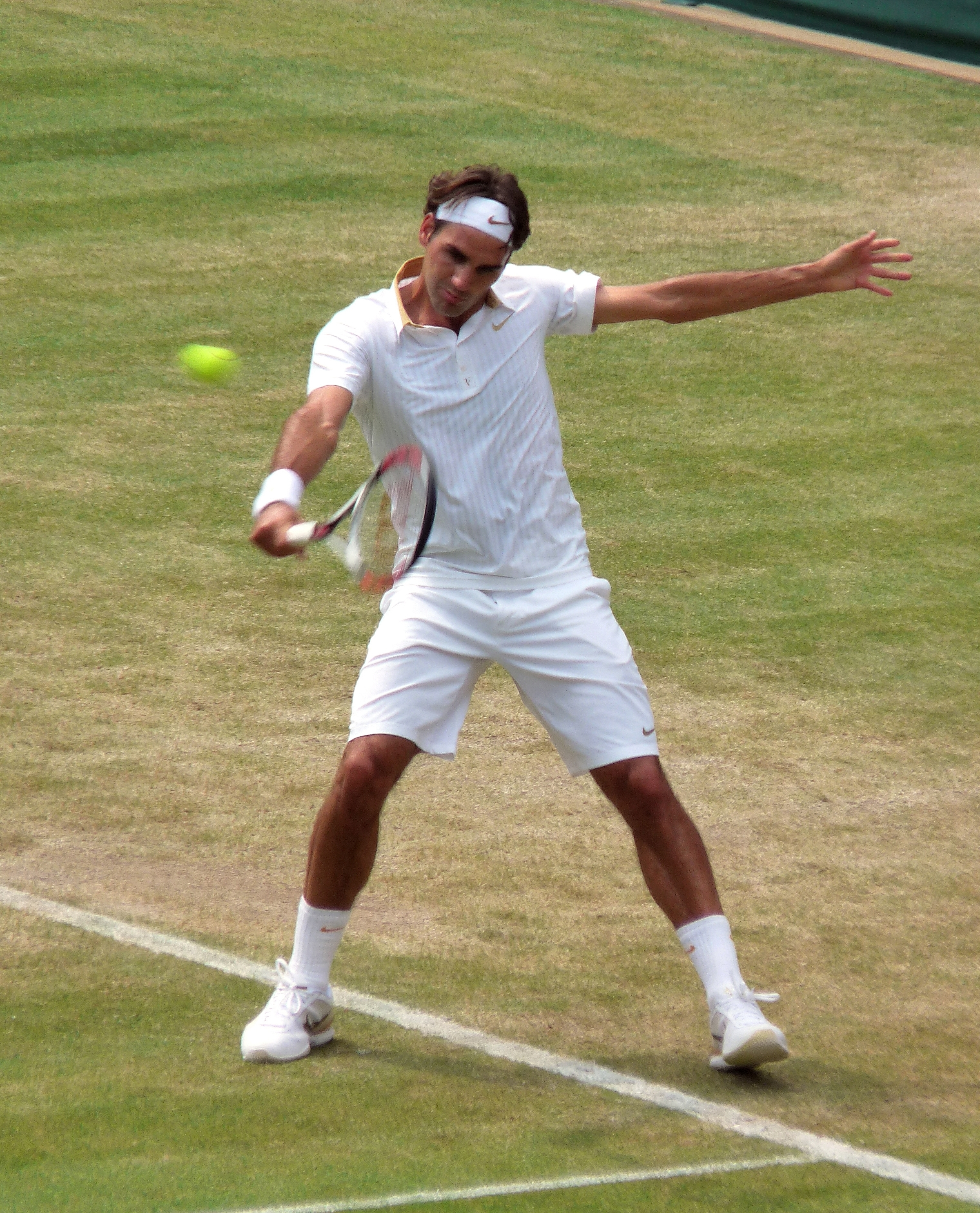
Ve finále Wimbledonu 2009 odehrál proti Roddickovi nejlepší utkání roku

- ATP – nejlepší hráč desetiletí 2000–2009[8]
- ATP – Cena Stefana Edberga za sportovní chování
- ATP – nejoblíbenější hráč fanoušků
- Talksport – člen síně slávy
- ESPY Award – nejlepší mužský tenista[2]
- cena Ehrespalebaerglemer udělovaná občanům Basileje za mimořádné výkony[9]
- ATPWorldtour.com – hráč desetiletí[10]
- ATP – nejoblíbenější hráč fanoušků
- ITF – mistr světa ve dvouhře
- Union européenne de la presse sportive (UEPS) – evropský sportovec roku[11][1][12]
- Sports Illustrated – jeden ze sportovců desetiletí[13]
- Forbes – č. 27 v seznamu 100 celebrit Forbesu
- „Prix Orange“[3]
- nejlepší utkání sezóny na Grand Slamu či v Davis Cupu, finále Wimbledonu: Federer–Roddick
- Eurosport – 2. místo v anketě nejlepší sportovec světa[14]

### 2010
- International Tennis Writers' Association – velvyslanec roku[15]
- ESPY Award – nejlepší mužský tenista[16]
- ATP – hráč roku ve dvouhře za rok 2009
- ATP – nejoblíbenější hráč fanoušků[17]
- Eurosport – „šampión desetiletí“[18]
- MARCA – sportovec desetiletí[19]
- Forbes – č. 29 v seznamu 100 celebrit Forbesu
- Compeed Elegance Award[20]

### 2011
- ATP – Cena Stefana Edberga za sportovní chování
- ATP – nejoblíbenější hráč fanoušků
- Forbes – č. 25 v seznamu 100 celebrit Forbesu
- nejlepší utkání sezóny na Grand Slamu či v Davis Cupu, semifinále US Open: Djoković–Federer

### 2012
- Tennis Channel – č. 1 v anketě „100 největších tenistů všech dob“
- Forbes – č. 5 v seznamu 100 nejbohatších sportovců světa
- ATP – Cena Stefana Edberga za sportovní chování
- ATP – nejoblíbenější hráč fanoušků
- nejlepší mužský sportovec Švýcarska[21]
- Hello Magazine – nejpřitažlivější muž roku 2012

### 2013
- ATP – Cena Stefana Edberga za sportovní chování
- ATP – nejoblíbenější hráč fanoušků
- ATP – humanitář roku – Cena Arthura Ashe za lidský čin

### 2014
- ATP – Cena Stefana Edberga za sportovní chování
- ATP – nejoblíbenější hráč fanoušků
- US Open Sportsmanship Award
- nejlepší mužský sportovec Švýcarska
- nejlepší tým Švýcarska, společně s Wawrinkou, Chiudinellim, Lammerem, Lüthim
- nejužitečnější hráč Davis Cupu, společně s Wawrinkou
- nejlepší utkání sezóny na Grand Slamu či v Davis Cupu, finále Wimbledonu: Federer–Djoković

### 2015
- Cena Stefana Edberga za sportovní chování[22] (11. výhra v kariéře, pátá v řadě)
- Nejoblíbenější hráč fanoušků – ATPWorldTour.com[22] (13. výhra v řadě)

### 2016
- Biel – pojmenování ulice „Roger-Federer-Allee“[23]
- ATP – Cena Stefana Edberga za sportovní chování
- ATP – Nejoblíbenější hráč fanoušků – ATPWorldTour.com

### 2017
- ATP – Návrat roku
- ATP – Cena Stefana Edberga za sportovní chování
- ATP – Nejoblíbenější hráč fanoušků – ATPWorldTour.com
- Nejlepší zápas roku na ATP World Tour
- Nejlepší zápas roku na Grand Slamu
- nejlepší mužský sportovec Švýcarska
- BBC – zahraniční sportovní osobnost roku
- ESPY Award – nejlepší mužský tenista
- AIPS – sportovec roku
- L'Equipe – „šampión šampiónů“ za rok 2006
- La Gazzetta dello Sport – sportovec roku
- Eurosport – mezinárodní sportovec roku
- International Tennis Writers Association (ITWA) – velvyslanec roku v tenise
- Union européenne de la presse sportive (UEPS) – evropský sportovec roku